# هاجیمه سایتو (رورونی کنشین)
هاجیمه سایتو (انگلیسی: Saitō Hajime)، در دوبله انیمه به زبان انگلیسی ، یک شخصیت خیالی از سری  مانگا و انیمه   رورونی کنشین است که توسط  نوبوهیرو واتسوکی ساخته شده است. واتسوکی که از طرفداران  شینسنگومی بود، سایتو را به عنوان یک  ضدقهرمان و یک فویل برای هیمورا کنشین، شخصیت اصلی داستان خلق کرد، در حالی که او را بر اساس شخصیت واقعی  شینسنگومی با همین نام هاجیمه سایتو قرار داد.